# Repubblica dei Mari

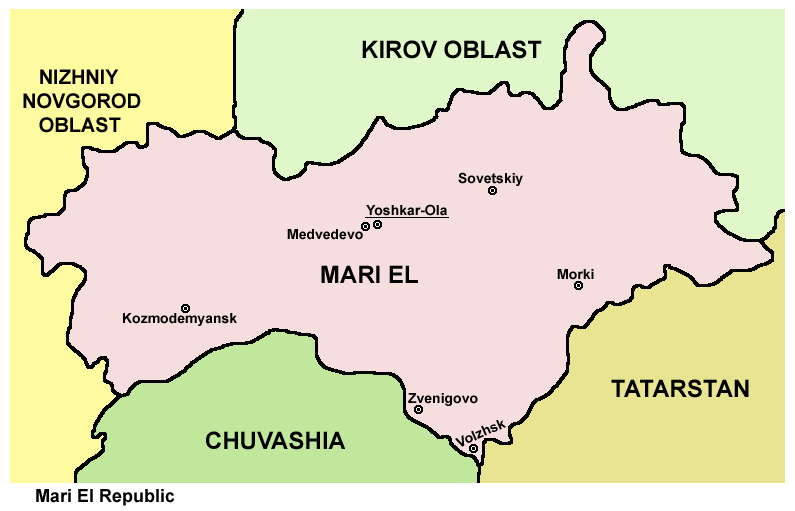

La Repubblica dei Mari (in russo Республика Марий Эл?, Respublika Marij Ėl; in mari: Марий Эл Республика, Marij Ėl Respublika, e Мары Эл Республик, Mary Ėl Respublik, rispettivamente nelle varianti orientale e occidentale) è una Repubblica della Federazione Russa. È altresì conosciuta come Mari El (letteralmente "Terra dei Mari") o Marelia.

## Geografia fisica
La Repubblica dei Mari si trova nella parte orientale del bassopiano orientale europeo nella Federazione Russa, lungo il fiume Volga. Il territorio è quasi interamente pianeggiante e si estende a nord del medio corso del Volga. Circa il 57% del territorio della repubblica è coperto di foreste.
- Area: 23200 km².
- Confini:
  - interni: Oblast' di Nižnyj Novgorod (SW/W/NW/N), Oblast' di Kirov (N/NE/E), Tatarstan (SE/S), Ciuvascia (S).
- Punto più alto: 278 m.

### Fuso orario
La Repubblica dei Mari è compresa nel fuso orario di Mosca (MSK). La differenza rispetto all'UTC, fino al marzo 2011, è stata +0300 (MSK - ora invernale)/+0400 (MSD - ora estiva); dal marzo 2011 il fuso orario di Mosca è stato spostato a UTC+4 per tutto l'anno.

### Fiumi
Ci sono 476 fiumi nella Repubblica dei Mari, la maggior parte dei quali di ridotte dimensioni; congelano generalmente da metà novembre a metà aprile. I principali sono (fra parentesi il nome in lingua mari):
- Bol'šaja Kokšaga (Kugu Kakšan)
- Buj (Puj)
- Ilet' (Elnet)
- Iravka (Jyr)
- Jušut (Üšüt)
- Kundyš
- Laž
- Malaja Kokšaga (Izi Kakšan)
- Malyj Kundyš (Izi Kundyš)
- Nemda
- Rutka (Yrde)
- Uržumka (Vürzymvüd)
- Vetluga (Vütla) (navigabile)
- Volga (Jul) (navigabile)

### Laghi
Ci sono oltre 200 laghi nella Repubblica dei Mari, la maggior parte dei quali hanno una superficie di meno di 1 km² e una profondità di 1-3 m. Molti laghi si trovano in zone paludose. Le paludi coprono una grande area (10-70 km², fino a 100 km²), e generalmente congelano in dicembre. La profondità media degli stagni paludosi è 0,5-1,5 m (fino a 3 m). Le acque interne coprono complessivamente il 4% della superficie totale.
I laghi principali sono:
- Lago Karaka
- Lago Kičier
- Lago Jalčik
- Lago Tair
- Bacino di Čeboksary
- Bacino di Samara

### Risorse naturali
Virtualmente non ci sono risorse naturali di rilevanza industriale. Altre risorse includono la torba, l'acqua ed il calcare.

### Clima
Il clima è moderatamente continentale. Gli inverni sono abbastanza freddi e caratterizzati da precipitazioni nevose. Le estati sono calde e spesso piovose.
- Temperatura media a gennaio: −13 °C
- Temperatura media a luglio: +19 °C
- Precipitazioni medie annue: 450-500 mm

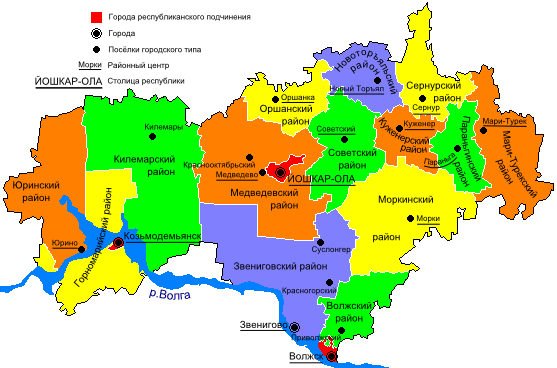

## Geografia antropica

### Suddivisioni amministrative
La suddivisione amministrativa della Repubblica di Mari Ėl è costituita da 14 rajon (distretti) e da 3 città poste sotto la diretta giurisdizione della Repubblica. 

#### Rajon
Fra parentesi il capoluogo; sono indicati con un asterisco i capoluoghi non direttamente dipendenti dal rajon ma posti sotto la giurisdizione della Repubblica.
- Volžskij (Volžsk*)
- Gornomarijskij (Koz'modem'jansk*)
- Zvenigovskij (Zvenigovo)
- Kilemarskij (Kilemary)
- Kuženerskij (Kužener)
- Mari-Turekskij (Mari-Turek)
- Medvedevskij (Medvedevo)

- Morkinskij (Morki)
- Novotor"jal'skij (Novyj Tor"jal)
- Oršanskij (Oršanka)
- Paran'ginskij (Paran'ga)
- Sernurskij (Sernur)
- Sovetskij (Sovetskij)
- Jurinskij (Jurino)

#### Città
- Joškar-Ola
- Volžsk
- Koz'modem'jansk

## Storia
Antiche tribù mari si stabilirono nella zona sin dal V secolo d.C. In seguito la loro area divenne tributaria della Bulgaria del Volga e del Khanato dell'Orda d'Oro. Alla metà del XV secolo venne incorporato nel Khanato di Kazan e quindi occupato dalla Russia dopo la caduta di Kazan' nel 1552.
Fino al 1919 venne chiamata Carevokoksajsk, ed il 4 novembre 1920 venne istituito l'oblast' autonoma dei Mari. Venne riorganizzata come RSSA dei Mari il 5 dicembre 1936.
La Repubblica autonoma di Mari nella sua forma presente venne istituita il 22 dicembre 1990.

## Economia
Il terreno non coperto dalle foreste è dedito all'agricoltura. Le industrie più sviluppate sono quelle di costruzione di macchinari, metallurgiche, di lavorazione del legno e alimentari. La maggior parte dei complessi industriali si trovano nella capitale, Joškar-Ola, che possiede un importante mercato agricolo, e anche a Koz'modemjansk, Volžsk e Zvenigovo.

### Trasporti

#### Treno
15 stazioni ferroviarie delle Ferrovie russe.

#### Autobus
53 stazioni per autobus.

#### Nave
La Repubblica dei Mari dispone di un porto fluviale a Koz'modemjansk (sul fiume Volga), così come altri porti fluviali minori.